# St. Anthony, Iowa
St. Anthony là một thành phố thuộc quận Marshall, tiểu bang Iowa, Hoa Kỳ. Năm 2010, dân số của thành phố này là 102 người.

## Dân số
Dân số qua các năm:
- Năm 2000: 109 người.
- Năm 2010: 102 người.